# 高田保之
高田 保之（たかた やすゆき）は、日本の機械工学者。九州大学大学院工学研究院教授。エディンバラ大学名誉教授。元アジア熱科学工学連盟会長。元日本熱物性学会会長。元日本伝熱学会会長。

## 人物・経歴
1979年九州大学工学部応用原子核工学科卒業。1984年九州大学大学院総合理工学研究科エネルギー変換工学博士課程修了、工学博士、九州大学講師。1986年九州大学助教授。2003年九州大学教授。2006年唐津市新エネルギー専門部会長。2007年唐津市地域新エネルギービジョン策定委員会委員長。
2008年産業技術総合研究所HYDROGENIUS水素物性研究チーム長併任、唐津市新エネルギー戦略会議顧問。2009年日本プラント協会CO2分離回収発電システム開発促進のための市場性に関する調査研究委員長。2010年熱工学分野での顕著な業績があったとして、日本機械学会熱工学部門賞（業績賞）受賞。
同年九州大学カーボンニュートラル・エネルギー国際研究所主任研究者兼務、日本機械学会熱工学部門副部門長。2011年日本機械学会熱工学部門長、日本学術会議連携会員。2014年日本機械学会理事。2016年日本熱物性学会会長。2018年日本伝熱学会副会長。2019年日本伝熱学会会長。2020年アジア熱科学工学連盟会長、第25期日本学術会議会員。2023年第26期日本学術会議会員。趣味は散歩。

## 受賞歴
- 日本熱物性学会熱物性賞 1995[4]
- 国際伝熱会議 Best Poster Presentation Award 1995[4]
- 日本機械学会熱工学部門貢献表彰 2000[4]
- 日本伝熱学会学術賞 2002[4]
- 日本機械学会熱工学部門講演論文表彰 2003[4]
- 日本機械学会フェロー 2006[4]
- 日本機械学会熱工学部門業績賞 2010[4]
- 日本熱物性学会論文賞 2010[4]
- 日本機械学会論文賞 2016[4]
- アメリカ機械学会 ICNMM Outstanding Leadership Award, American Society of Mechanical Engineers 2018[4]
- 日本機械学会熱工学部門国際功績賞 2018[4]
- Outstanding Paper Award, 14th International Conference on Heat Transfer, Fluid Mechanics and Thermodynamics 2019[4]
- ATPC Significant Contribution Award, International Organization Committee, Asian Thermophysical Properties Conference 2019[4]
- エディンバラ大学名誉教授 2021[5]